# Proceedings of the American Academy of Arts and Sciences
Proceedings of the American Academy of Arts and Sciences (abreviado Proc. Amer. Acad. Arts) fue una revista con descripciones botánicas que era editada por la American Academy of Arts and Sciences y que se publicó desde el año 1846-1958 en 85 volúmenes.